# Hugo Geoffrey
Hugo Geoffrey (Vienna, 15 marzo 1919 – Saint-Amand-Montrond, 24 settembre 2007) è stato un antifascista e generale austriaco naturalizzato francese.
Arruolatosi nella Legione straniera francese nel 1938, da semplice soldato scalò tutta la gerarchia militare diventando generale.

## Biografia
Hugo Gottlieb nacque nel 1919 a Vienna, in una famiglia ebrea. Nel dicembre 1938 a seguito dell'annessione dell'Austria alla Germania di Adolf Hitler, si arruolò nella Legione straniera francese al fine di contribuire alla lotta contro i nazisti e cambiò il cognome in Geoffrey.
Inviato a Sidi Bel Abbes e nel settembre 1939, in Libano, Geoffrey entrò nei ranghi della 13ª Mezza Brigata della Legione straniera (13^ DBLE),  un'unità delle forze francesi libere del generale Charles De Gaulle. Combatté in Libia, sotto il comando del capitano Gabriel Brunet de Sairigné, in Italia e in Francia.  Con la 13^  DBLE, fu inviato, dopo la guerra, in Tunisia e poi in Indocina, ove la Francia era impegnata in una guerra sanguinosa contro gli insorti locali.  Il 1º marzo 1948, aggregato al convoglio Saigon-Dalat, che attaccato dagli insorti Viet Minh, causò la morte del tenente colonnello de Sairigné.  Geoffrey fu in questa occasione ferito e fatto prigioniero. Nel maggio 1948 riuscì a fuggire dalla prigionia dei Viet Minh e a ricongiungersi ad una guarnigione francese.
Trasferito in Tunisia acquisì la nazionalità francese, ritornò in Indocina nel 1952. Nel 1955 fu nominato ufficiale di collegamento internazionale della Commissione centrale degli accordi di Ginevra tra il governo francese e quello vietnamita e, nel 1956, ufficiale di collegamento presso il British Commandos in Egitto durante le operazioni della conquista del canale di Suez.
Inviato in Algeria, dopo la guerra algerina, fu nominato ufficiale presso l'Accademia militare di Saint-Cyr.  Dal 1965 al 1968 assunse il comando della 13ª  DBLE a Gibuti.  Dal 1968 al 1972 fu addetto militare in Libano, Giordania e Cipro.  Nominato generale prestò  servizio presso il Segretario Generale della Difesa Nazionale francese.  Nel 1979 fu collocato a riposo.

## Scritto
- (FR)  Sur le chemin des etoiles a la Legion étrangère, Thionville, 1998